# 阿加埃特
阿加埃特（西班牙語：Agaete），是西班牙加那利群岛拉斯帕尔马斯省的一个市镇，位于大加那利岛的西北部。总面积46平方公里，总人口5573人（2018年），人口密度120人/平方公里。